# Phthia av Epiros
Phthia av Epiros,  död cirka 260 f.Kr., var en drottning av Makedonien, gift med kung Demetrios II Aetolicus.  
Hon var dotter till Alexander II av Epirus och Olympias II av Epiros. Hennes mor arrangerade äktenskapet för att få Makedoniens stöd till att överta tronen i Epiros efter sin hennes makes död. Giftermålet ledde till upplösningen av Demetrios förra äktenskap. 